# そして、私たちは愛に帰る
『そして、私たちは愛に帰る』（そしてわたしたちはあいにかえる、ドイツ語: Auf der anderen Seite (訳：向こうに, 次のページへ), 英語: The Edge of Heaven, トルコ語: Yaşamın Kıyısında）は、2007年のドイツ・トルコ・イタリア合作のドラマ映画。監督・脚本はトルコ系ドイツ人のファティ・アキン、出演はバーキ・ダヴラク、ハンナ・シグラなど。ファティ・アキン監督の「愛、死、悪に関する三部作」の、『愛より強く』に続く第2作である。
映画は3つの章で構成されており、ブレーメン、ハンブルクおよびイスタンブールを主な舞台に3組の親子、計6名の姿を描いた物語である。母・娘および父・息子の人間関係を例に、この映画は人が亡くなる悲劇の中に他人を結ぶ力があることをテーマにしている。

## ストーリー
物語は、3組、6人の親子がドイツとトルコのふたつの国にまたがって交差する。
登場する6人の親子はドイツ、ブレーメンに住むトルコ系移民アリ（父）とハンブルクに住む大学教授ネジャット（息子）。
ブレーメンで娼婦をしながらトルコに住む娘に学費を仕送りするトルコ人女性イェテル（母）とトルコの反政府活動家のアイテン（娘）。
ハンブルクに住むドイツ人のスザンネ（母）と大学生ロッテ（娘）。
第1章：イェテルの死
ハンブルクの大学で教授をしているネジャット・アクスはブレーメンに住む父親アリを訪ねる。アリとネジャットは夕食を共にし、翌日、競馬で大穴を当てる。ひとり暮らしに寂しさを感じているアリは娼館でなじみになったイェテルに今の稼ぎ分は自分が払うからと同棲を持ちかける。イェテルはそれを承諾する。そしてアリはイェテルを息子のネジャットに紹介するが、その夜、アリは心臓発作で入院してしまう。
アリは無事、退院するが、タバコと酒を控えることはしなかった。ある日、イェテルはアリから娼婦扱いされて体を求められ、憤りを覚えた彼女は彼を拒絶し、家を出ようとする。怒ったアリは彼女を平手打ちにするが、勢いあまって倒れた彼女は打ち所が悪く亡くなってしまう。アリは障害致死で刑務所に収監され、イェテルの遺体はトルコの故郷に移送される。
ネジャットはイェテルの故郷に行き、彼女の葬儀に出席する。そしてイェテルから聞かされていた娘のアイテンの居場所を親戚に聞くが、消息不明で誰も連絡先を知る人はいなかった。父親の粗暴な行為でイェテルを死なせてしまった事に責任を感じているネジャットはなんとかして彼女の娘、アイテンを探し出そうとする。それは娘のために学費を送り続けたイェテルの思いを受け継ぎ、娘の学費を援助するためだった。
ネジャットはアイテンを探すためにイェテルの写真を載せたポスターをイスタンブールの町に張り出すことにした。いとこに手伝ってもらいながらポスターを貼っていたネジャットは、ドイツ語専門の本屋が売りに出されているのを見かける。彼はその店を買い取り、ドイツでの生活に別れを告げイスタンブールで生活を始める。
第2章：ロッテの死
トルコ、イスタンブールで反政府デモの最中に私服警官がデモ隊員に袋叩きにされる。警官が持っていた拳銃は叩き落とされて蹴飛ばされ、それをひとりの女性活動家が拾う。女性はイェテルの娘のアイテンだった。彼女は拳銃を持って逃げた。そして、あるビルに駆け込み、屋上に拳銃を隠した。
トルコの警察に逮捕される危険を感じた彼女はドイツにいる同志を頼って、ハンブルク空港からドイツに不法入国する。ドイツに入国したアイテンは同志から100ユーロを借り、ブレーメンに行き母親のイェテルを探すが見つからなかった。ハンブルクに戻った彼女は同志から100ユーロの返済を求められるが、同志とけんかをして追い出されてしまう。行き場に困ったアイテンはハンブルクの大学でロッテという女子学生に3ユーロを借りて、彼女と学生食堂で一緒に食事をする。アイテンの話を聞いたロッテはアイテンを自宅に連れて帰り、母親のスザンネに彼女を紹介し彼女をしばらく家に泊めることにする。スザンネはそんな娘の行動を心配するのだった。
アイテンを連れて酒場に遊びに行ったロッテは意気投合し、彼女と同性愛の関係になってゆく。その後、アイテンはロッテに一緒に自分の母親を探してほしいと頼む。ロッテはアイテンと共に車でブレーメンに向かった。彼女たちの車は夜の街を走行中にパトカーに止められる。身分証を求められた助手席のアイテンはとっさにドアを開け走って逃げたが、警察官に捕まってしまう。そして、アイテンは警察に拘留され、行政裁判にかけられることになる。ロッテとアイテンは行政処分に対し政治亡命を求めて抗告をしたが却下される。アイテンはトルコの警察に引き渡され、ロッテもアイテンを追ってトルコに渡る。
女子刑務所に収監されているアイテンは刑務所にいる同志から、隠した拳銃を外にいる同志に提供してほしいと要求される。その後、女子刑務所に面会に来たロッテにアイテンはメモ書きを渡し、アパートの屋上に隠してある物を訪ねて来る人に渡してほしいと頼む。ロッテはメモに書かれているアパートの屋上に行き、拳銃を見つける。彼女はその拳銃をバッグに入れ、外に出て通りを歩いていた。その時、彼女は後ろから来た子供たちにバッグをひったくられてしまう。彼女はすぐに逃げた子供たちを追いかけ彼らを見つける。バッグから拳銃を取り出した子供に近づいていった彼女は、威嚇する子供に拳銃を向けられ撃たれて即死してしまう。彼女の遺体はドイツに移送された。
第3章：天国のほとりで
しばらくしてロッテの母親スザンネは娘が生活した町を見るために、心の傷も癒えぬままイスタンブールにやって来た。彼女は娘が借りていた部屋のオーナーのネジャットと連絡をとり、店で待ち合わせをして彼と会う。そして、彼女はネジャットに娘が住んでいた部屋に案内してもらう。部屋でひとりにしてもらったスザンネは娘の日記を読み、うたた寝をしてロッテの夢を見る。
ひと眠りしたスザンネはネジャットと共に食事に出かけ、ネジャットに娘のロッテが借りていた部屋を借りたいと申し出る。それからアイテンのいる刑務所に行き、彼女と面会する。こんな事になって申し訳ないと涙を流し謝罪するアイテンに、スザンネは「私はあなたを助けたいの。それは娘が願っていた事だから。あなたに必要なものはお金と良い弁護士、それに食べ物と住む所。何でも言って。」と言った。それに対し、アイテンは涙ながらに「許してください。すみません。」としか答えることが出来なかった。アイテンはスザンネの協力によって刑務所から出ることになる。
いっぽう、ドイツの刑務所に服役していたネジャットの父のアリは刑期を終え、ドイツからトルコの故郷のトラブゾンに強制送還されていた。ずっと父親を許すことができず父と会っていなかったネジャットはスザンネの寛容な心に触れ、父親をゆるす気持ちになってゆく。そして数日間、スザンネに店を見てもらい、車で黒海沿岸の故郷にいる父に会いに行った。そして釣りに出かけた父の帰りを浜辺に座って海を見つめながら待つのだった。

## キャスト
| 役名       | 俳優                       | 日本語吹替 |
| ---------- | -------------------------- | ---------- |
| ネジャット | バーキ・ダヴラク           | 落合弘治   |
| アリ       | トゥンジェル・クルティズ   | 塚田正昭   |
| イェテル   | ヌルセル・キョセ           | 山像かおり |
| アイテン   | ヌルギュル・イェシルチャイ | 朴璐美     |
| スザンネ   | ハンナ・シグラ             | 火野カチコ |
| ロッテ     | パトリシア・ジオクロースカ | 岡寛恵     |

- その他の日本語吹き替え：石住昭彦／福田賢二／松田健一郎／かぬか光明／永木貴依子／高橋研二／岡哲也／瑚海みどり／吉田聖子／須藤絵里花／向井修／鍋井まき子／榊原奈緒子／田坂浩樹／増田隆之／嶋村侑

## 主な受賞等
- 第60回カンヌ国際映画祭：脚本賞受賞（ファティ・アキン）[5]
- ヨーロッパ映画賞：作品賞ノミネート、監督賞ノミネート、脚本賞受賞[5]
- ドイツ映画賞：作品賞受賞、監督賞受賞、脚本賞受賞、編集賞受賞、助演女優賞ノミネート（ハンナ・シグラ）[6]
- バイエルン映画賞（ドイツ語版）：監督賞受賞
- セザール賞：外国語映画賞ノミネート[5]
- 第43回全米映画批評家協会賞：助演女優賞受賞（ハンナ・シグラ）[5]
- 映画館大賞「映画館スタッフが選ぶ、2008年に最もスクリーンで輝いた映画」第85位